# Bergslagsbyn

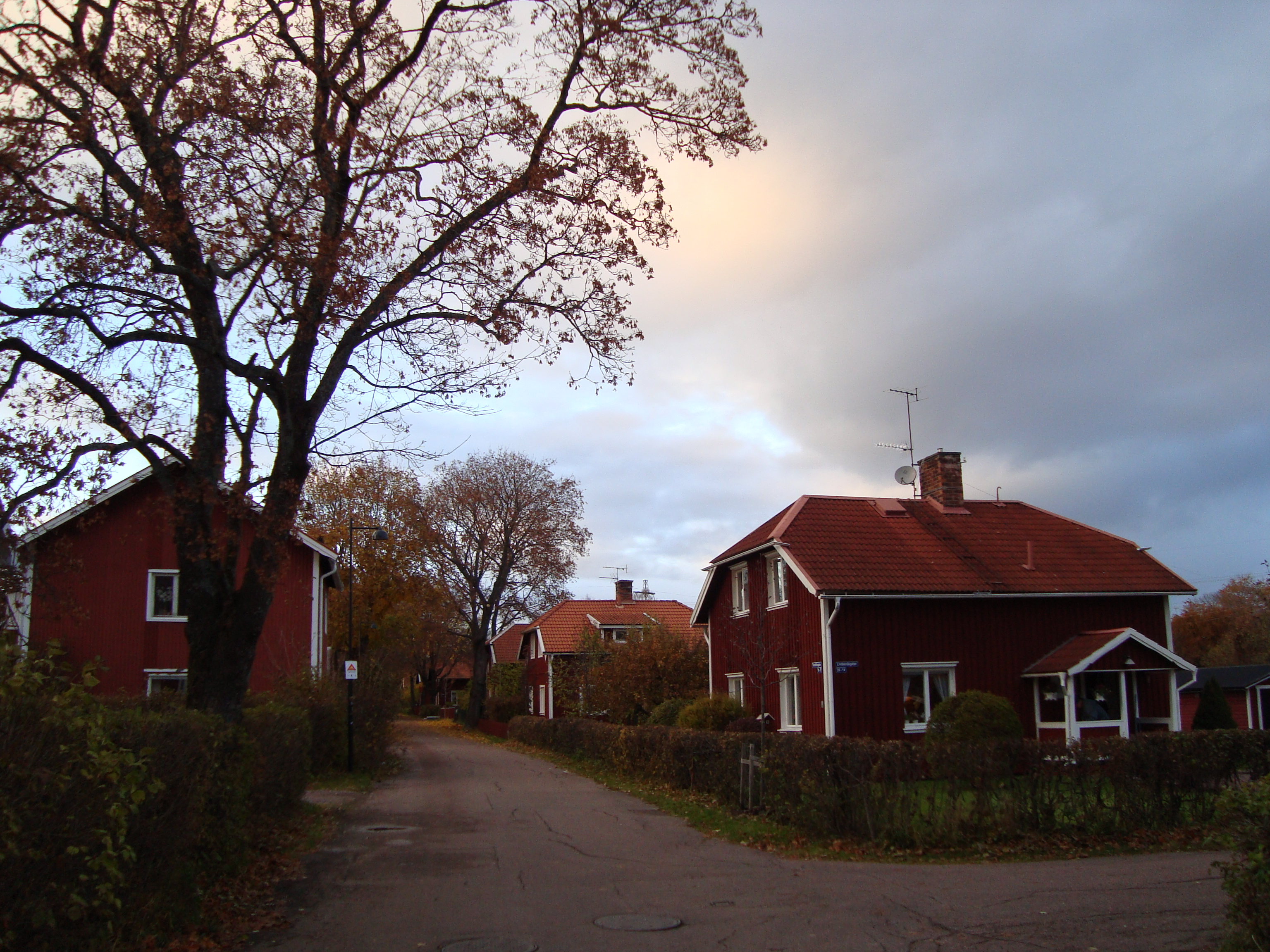
Korsningen Lindesnäsgatan - Krondikesgatan, Bergslagsbyn

Bergslagsbyn är en stadsdel i Borlänge som gränsar till Forssa i öster och söder samt Bullermyren i väster. I norr gränsar stadsdelen till Ångermanland. Bergslagsbyn består till största delen av faluröda trävillor från början av 1900-talet. Enstaka hus med annat avvikande ytskikt återfinns dock också här. Området har senare utökats i omgångar mot Lergärdet med en annan arkitektur.

## Historia
Bergslagsbyn byggdes mellan 1916 och 1920 efter ritningar av arkitekten Osvald Almqvist. Det var den tunga industrikoncernen Kopparbergs Bergslags AB som engagerade sig i att få till ett bostadsområdet för sina arbetare på Domnarvets Jernverk. Bergslagsbyn är det bostadsområde i Borlänge som än idag är mest noggrant genomarbetat arkitektoniskt. Bergslagsbyn är riksintresse och har områdesbestämmelser (skydd) enligt plan- och bygglagen.